# Žilavka
Žilavka – szczep winorośli właściwej, podstawowa odmiana na białe wino w winiarstwie bośniackim, skupiającym się w rejonie Hercegowiny.

## Charakterystyka
Przyjmuje się, że ojczyzną žilavki jest Bośnia i Hercegowina, a dokładniej okolice Mostaru. W użyciu są zresztą synonimy: mostarska i mostarska zilavka. Nazwę wywodzi się od lekkich żyłek, widocznych w dojrzałych jagodach. Krzewy rosną silnie, grona są duże i zwarte, o owocach różnej wielkości, w zależności od klonu. Owoce dojrzewają późno. Žilavka dobrze znosi suszę, lecz jest podatna na niektóre choroby.

## Wina
Wina wytwarzane z žilavki cieszyły się uznaniem już w XIX wieku. Potencjał odmiany pozwala na produkcję pełnych, zrównoważonych win o orzechowych aromatach. W zależności od producenta oferowane są wina nadające się do starzenia, a czasami nawet już starzone w dębinie albo wina w świeżym stylu, do konsumpcji od razu. Często w skład wina wchodzą niewielkie ilości innych odmian, np. krkošiji lub beny.
Žilavka jest najważniejszą odmianą o jasnej skórce w Bośni i Hercegowinie, lecz jest uprawiana również w innych krajach bałkańskich: Chorwacji, Serbii i Macedonii Północnej. Dla win ze szczepu (z dozwoloną niewielką domieszką np. krkošiji) produkowanych w okolicy Mostaru utworzono apelację Žilavka Mostar.

## Synonimy
Wśród synonimów zarejestrowano: jilavka, mostarska, mostarska zilavka i warianty ich pisowni.